# Eurocopa Sub-21 de 1994
La Eurocopa Sub-21 de 1994 fue la novena edición del Campeonato Sub-21 de la UEFA, el Torneo final fue celebrado en Francia y se disputó entre 9 de marzo y el 20 de abril de 1994.
El Proceso Clasificatorio se disputó entre 1992 y 1994, participaron 32, en el torneo final, en los cuartos de final los partidos fueron disputados a ida y vuelta mientras que el resto del torneo fue disputado en Francia siendo la primera Eurocopa Sub-21 con sede fija y con partido de tercer puesto.
Italia fue campeón por segunda vez consecutiva. mientras que Luís Figo fue premiado como el mejor jugador de la Eurocopa Sub-21. 

## Clasificación
Los 32 equipos fueron divididos en 6 grupos de 5 a 6 equipos, curiosamente los grupos eran idénticos a los de la Clasificación para el Mundial de 1994, los grupos quedaron así:  Checoslovaquia, Francia, Italia, Polonia, Rusia y España clasificaron por ser líderes de su grupo mientras que Grecia y Portugal clasificaron como mejores segundos de su grupo.

### Clasificados
| Selección      | Vía de clasificación |
| -------------- | -------------------- |
| Checoslovaquia | Ganador del Grupo 4  |
| España         | Ganador del Grupo 3  |
| Italia         | Ganador del Grupo 1  |
| Rusia          | Ganador del Grupo 5  |
| Francia        | Ganador del Grupo 6  |
| Grecia         | 1°er Mejor Segundo   |
| Polonia        | Ganador del Grupo 2  |
| Portugal       | 2°do Mejor Segundo   |

## Torneo Final

### Cuartos de final
| Equipo 1 | Agr. | Equipo 2       | Ida | Vuelta |
| -------- | ---- | -------------- | --- | ------ |
| Francia  | 3–0  | Rusia          | 2–0 | 1–0    |
| Italia   | 3–1  | Checoslovaquia | 3–0 | 0–1    |
| Polonia  | 1–5  | Portugal       | 1–3 | 0–2    |
| España   | 4–2  | Grecia         | 0–0 | 4–2    |

| 8-3-1994 | Francia                 | 2–0     | Rusia | La Mosson, Montpellier                                    |                                                           |
|          | Llacer 23' · Ouédec 82' | Reporte |       | Asistencia: 11,670 espectadores Árbitro(s): Jorge Coroado | Asistencia: 11,670 espectadores Árbitro(s): Jorge Coroado |

| 23-3-1994 | Rusia | 0–1     | Francia     | Torpedo Stadium, Moscow                                  |                                                          |
|           |       | Reporte | Dugarry 31' | Asistencia: 1,100 espectadores Árbitro(s): Rune Pedersen | Asistencia: 1,100 espectadores Árbitro(s): Rune Pedersen |

| 9-3-1994 | Italia                            | 3–0     | Checoslovaquia | Stadio Arechi, Salerno                                    |                                                           |
|          | Vieri 7' · Panucci 9' · Negro 79' | Reporte |                | Asistencia: 10,000 espectadores Árbitro(s): László Vágner | Asistencia: 10,000 espectadores Árbitro(s): László Vágner |

| 23-3-1994 | Checoslovaquia | 1–0     | Italia | Stadion Střelecký ostrov, České Budějovice                  |                                                             |
|           | Svoboda 89'    | Reporte |        | Asistencia: 3,800 espectadores Árbitro(s): Manuel Díaz Vega | Asistencia: 3,800 espectadores Árbitro(s): Manuel Díaz Vega |

| 9-3-1994 | Polonia       | 1–3     | Portugal                         | Stadion Miejski, Szczecin                              |                                                        |
|          | Dąbrowski 40' | Reporte | J. Pinto 70' 79' · Rui Costa 85' | Asistencia: 7,355 espectadores Árbitro(s): Rémi Harrel | Asistencia: 7,355 espectadores Árbitro(s): Rémi Harrel |

| 23-3-1994 | Portugal              | 2–0     | Polonia | Municipal, Coimbra                                      |                                                         |
|           | Toni 50' · Torres 90' | Reporte |         | Asistencia: 15,600 espectadores Árbitro(s): Markus Merk | Asistencia: 15,600 espectadores Árbitro(s): Markus Merk |

| 9-3-1994 | España | 0–0     | Grecia | Estadio Municipal Juan Rojas, Almería                   |                                                         |
|          |        | Reporte |        | Asistencia: 14,000 espectadores Árbitro(s): Keith Burge | Asistencia: 14,000 espectadores Árbitro(s): Keith Burge |

| 23-3-1994 | Grecia                           | 2–4     | España                                           | Nikos Goumas Stadium, Athens                               |                                                            |
|           | Georgatos 7' · Prieto 85' (a.g.) | Reporte | Christiansen 46' 51' · Guerrero 68' · Gálvez 79' | Asistencia: 4,593 espectadores Árbitro(s): Graziano Cesari | Asistencia: 4,593 espectadores Árbitro(s): Graziano Cesari |

### Fase Final
Los partidos se jugaron en Francia.
|  | Semifinales         | Semifinales         |   |                     | Final               | Final |  |
|  |                     |                     |   |                     |                     |       |  |
|  | 15 de abril de 1994 |                     |   |                     |                     |       |  |
|  | Francia             | 0 (3)               |   |                     |                     |       |  |
|  | Italia              | 0 (5)               |   |                     |                     |       |  |
|  |                     |                     |   |                     |                     |       |  |
|  |                     |                     |   |                     | 20 de abril de 1994 |       |  |
|  |                     |                     |   |                     | Italia (t.s.)       | 1     |  |
|  |                     | Portugal            | 0 |                     |                     |       |  |
|  |                     |                     |   |                     |                     |       |  |
|  |                     |                     |   |                     |                     |       |  |
|  |                     |                     |   |                     | Tercer lugar        |       |  |
|  | 15 de abril de 1994 | 15 de abril de 1994 |   | 20 de abril de 1994 | 20 de abril de 1994 |       |  |
|  | Portugal            | 2                   |   | Francia             | 1                   |       |  |
|  | España              | 0                   |   |                     | España              | 2     |  |

#### Semifinales
| 15-4-1994 | Francia                              | 0–0 (t. s.)(3–5 p.)        | Italia                                          | Stade des Costières, Nîmes                              |                                                         |
|           |                                      | Reporte                    |                                                 | Asistencia: 12,000 espectadores Árbitro(s): Keith Burge | Asistencia: 12,000 espectadores Árbitro(s): Keith Burge |
|           |                                      | Tiros desde el punto penal |                                                 |                                                         |                                                         |
|           | Carotti · Ouédec · Makélélé · Zidane |                            | Panucci · Vieri · Berretta · Marcolin · Carbone |                                                         |                                                         |

| 15-4-1994 | Portugal                       | 2–0     | España | Stade de la Mosson, Montpellier                              |                                                              |
|           | Rui Costa 48' · João Pinto 82' | Reporte |        | Asistencia: 3,000 espectadores Árbitro(s): Hans-Jürgen Weber | Asistencia: 3,000 espectadores Árbitro(s): Hans-Jürgen Weber |

#### Tercer Lugar
| 20-4-1994 | Francia   | 1–2     | España         | Stade des Costières, Nîmes                             |                                                        |
|           | Nouma 45' | Reporte | Óscar 53', 75' | Asistencia: 5,289 espectadores Árbitro(s): Ahmet Çakar | Asistencia: 5,289 espectadores Árbitro(s): Ahmet Çakar |

#### Final
| 20-4-1994 | Italia        | 1–0 (t. s.) | Portugal | Stade de la Mosson, Montpellier                               |                                                               |
|           | Orlandini 97' | Reporte     |          | Asistencia: 6,263 espectadores Árbitro(s): Serge Muhmenthaler | Asistencia: 6,263 espectadores Árbitro(s): Serge Muhmenthaler |

## Campeón
| Bandera de Italia |
| Campeón           |
| Italia            |
| 2.do título       |

## Estadísticas

### Goleadores
3 goles
- João Vieira Pinto

2 goles
- Rui Costa
- Óscar
- Thomas Christiansen

1 gol
- Zdeněk Svoboda
- Christophe Dugarry
- Francis Llacer
- Nicolas Ouédec
- Pascal Nouma
- Grigoris Georgatos
- Christian Panucci
- Christian Vieri
- Paolo Negro
- Pierluigi Orlandini
- Roman Dąbrowski
- Paulo Torres
- Nélson Gama
- João Oliveira Pinto
- José Gálvez
- Julen Guerrero

Autogol
- José Miguel Prieto (ante Grecia)

### Tabla Final
| Posición | Selección      | PJ | PG | PE | PP | GF | GC | Dif. | Pts |
| -------- | -------------- | -- | -- | -- | -- | -- | -- | ---- | --- |
| 1        | Italia         | 4  | 2  | 1  | 1  | 4  | 1  | +3   | 7   |
| 2        | Portugal       | 4  | 3  | 0  | 1  | 7  | 1  | +6   | 9   |
| 3        | España         | 4  | 2  | 1  | 1  | 6  | 5  | +1   | 7   |
| 4        | Francia        | 4  | 2  | 1  | 1  | 4  | 2  | +2   | 7   |
| 5        | Checoslovaquia | 2  | 1  | 0  | 1  | 1  | 3  | -3   | 3   |
| 6        | Grecia         | 2  | 1  | 1  | 0  | 2  | 4  | -2   | 4   |
| 7        | Rusia          | 2  | 0  | 0  | 2  | 0  | 3  | -3   | 0   |
| 8        | Polonia        | 2  | 0  | 0  | 2  | 1  | 5  | -4   | 0   |